# Conflicte dels parcers de Montagut
El conflicte dels parcers de Montagut a Alcarràs, el Segrià, fou una disputa on confluïren les lluites per la propietat de la terra, contra la gran patronal alimentària i en favor de la pagesia, que durant tota la dècada del 1980 omplí desenes de pàgines a la premsa.

## Antecedents
L'any 1969, l'Institut Nacional de Colonització (INC) va expropiar 250 hectàrees de la finca de Montagut als canonges de la catedral de Lleida, propietaris de la finca des del segle xvi i que durant segles havien arrendat en règim de masoveria als pagesos de la zona. Als anys 1970, l'INC va fer una permuta amb l'empresa Agrolérida SA, sense que els parcers de Montagut en tinguessin coneixement. Durant anys, els parcers van continuar pagant a l'INC, i posteriorment a l'IRYDA, les quantitats determinades pel lloguer de les terres que treballaven.
En assabentar-se de la permuta, els parcers van iniciar un procés legal per a reclamar el seu dret de compra preferent, però se'ls va negar la possibilitat pel fet que l'INC havia fet una permuta, i no una venda, de les terres de Montagut amb l'empresa Agrolérida.

## Esdeveniments
Així, i després de llargs processos judicials, els parcers de Montagut comencen a rebre requeriments per tal que abandonessin les terres que treballaven des de feia generacions, ja que Agrolérida es negava a trobar una solució negociada que permetés als parcers continuar treballant a Montagut. Davant de la negativa dels parcers a abandonar les terres, el 1987 s'ordenaren els primers desallotjaments forçosos, que desencadenaren una onada de d'accions de protesta i la intervenció de les forces de seguretat de l'Estat.
El 29 de gener de 1987 unes tres-centes persones, moltes d'elles membres de diferents partits i sindicats, entre els quals hi havia la Unió de Pagesos i el Moviment de Defensa de la Terra (MDT), es dirigiren del camp de futbol d'Alcarràs fins a la finca de Montagut, on s'organitzà la resistència al desallotjament. El mateix dia, els jutjat d'instrucció número 1 de Lleida havia ordenat el desallotjament de tres dels vint-i-nou parcers de Montagut.
Aquella setmana ja s'havia anat escalfant l'ambient contra els desallotjaments. El dia 26 de gener, una manifestació havia recorregut la ciutat de Lleida en suport als colons i en contra de les pretensions de l'empresa Vall Companys. El mateix dia, es cremà un magatzem de bales de palla d'aquesta empresa i la seva seu principal a Lleida va ser desallotjada per una amenaça de bomba en nom de Terra Lliure.
L'endemà, un grup de pagesos bloquejaren les sortides de l'empresa Vall Companys al Polígon Industrial el Segre de Lleida, on es col·locaren bales de palla enceses. La policia intentà desallotjar-los i es produïren alguns incidents. Un cop els van fer fora, els pagesos iniciaren una marxa lenta de tractors per la ciutat.
Durant la setmana de mobilitzacions també es programaren accions com l'ocupació durant tot un dia de la delegació del Departament d'Agricultura a la capital del Segrià, per tal que intervingués en el conflicte de Montagut, o talls de trànsit a la ciutat per part dels estudiants de batxillerat.
El dia dels desallotjaments, és a les terres de Jaume Charles on es produïren els incidents més greus, quan es cremaren troncs i bales de palla a fi d'impedir l'entrada de la comissió judicial i la Guàrdia Civil, que van haver de retirar-se davant de la intensitat de les flames. A la tarda, la Guàrdia Civil va intentar carregar contra els concentrats que esperaven els antiavalots armats amb pedres, pals i alguns còctels molotov preparats pels membres de l'MDT dels Segrià que hi corejaven consignes a favor de l'organització armada Terra Llliure.
La jornada de lluita del 29 de gener va acabar amb una assemblea dels colons en què s'acordà els boicot a tots els productes de Vall Companys, i l'endemà, el dia 30, que havia de produir-se la segona tanda de desnonaments, aquesta no es va fer efectiva atès que no es presentaren a Montagut la comissió judicial ni la Guàrdia Civil. Així mateix, enmig d'una reunió al Govern Civil de Lleida, un membre de l'MDT esquivà la seguretat i penjà una estelada al balcó de l'edifici com a mostra de suport als colons. Això provocà una reacció irada del governador civil, Josep Ignasi Urenda, i l'expulsió de la comitiva de l'MDT de la reunió, que hi assistí amb la resta de forces polítiques que donaven suport als parcers. Un intent de mediació amb Vall Companys per part del governador civil resultà infructuós, ja que els representants de l'empresa no es personaren a la reunió.
Totes aquestes accions donaren els seus fruits quan el jutge responsable dels desnonaments de Montagut, Manuel de la Hera Oca, decidí suspendre'ls al·legant falta de seguretat per als funcionaris que havien de fer la gestió.
El 7 de febrer de 1988, Terra Lliure col·locà un artefacte explosiu a les instal·lacions de Vall Companys a Lleida a qui acusà de perpetrar un robatori legal de terres als parcers, per tal de pressionar l'empresa i trobar una sortida al conflicte de Montagut. L'organització alertà de la col·locació de l'artefacte amb una trucada anònima a la centraleta del diari Segre.

## Desenllaç
La lluita dels parcers de Montagut revifà el 9 de maig de 1989, quan una nova comissió judicial, custodiada per tres-cents policies, cinquanta-quatre vehicles i dos helicòpters iniciaren l'«operació Segrià» per a fer efectius els desnonaments que quedaven pendents. En aquesta acció policial, un dels colons, Ramon Huguet, denuncià que la policia l'havia encanonat quan es dirigia a casa d'un veí. La victòria dels parcers defensant la seva terra el gener de 1987 feu que l'Estat espanyol actués amb més contundència aquesta segona onada de desnonaments. En mig d'aquest ambient, el 16 de maig, un grup de colons, sindicalistes i activistes calaren foc a un dels tractors d'Agrolérida que llaurava les finques desnonades.
Finalment, el 1994 vint-i-tres dels colons accediren a la propietat comprant 144 hectàrees a Vallmanya finançades per la Generalitat, mitjançant un crèdit a 20 anys. Tanmateix, el litigi entre els parcers i l'empresa multinacional es va estendre fins a l'any 2008 en què una ordre judicial va fer enderrocar l'últim habitatge de Josep Dolcet.